# イ・ソヨン (バレーボール)
イ・ソヨン（ハングル:이소영、ラテン翻記:Lee So-young、1994年10月17日 - ）は大韓民国の女子プロバレーボール選手である。大韓民国代表。

## 来歴
牙山市出身。ソヨンが誕生する前に父が急逝し、女手一つで育てられた。
小学生時代には陸上競技（短距離、走幅跳、走高跳）の選手として活躍したが、陸上競技部監督に豊かなジャンプ力を認められ、バレーボール転向を勧められた。ソヨンは悩んだ末に、バレーボール転向を決断した。全州市に活動拠点を移したソヨンは全州グニョン女子高校（韓国語版）に入学し、国民体育大会優勝など輝かしい成績をあげてゆく。
2012年のドラフト会議で1巡目トップでVリーグ・GSカルテックスに指名され入団するや、2012/13シーズンでアタック決定率41.89%の好成績をあげ、新人選手賞を獲得した。
2014年にはナショナルチームメンバーに名を連ね、2015年のワールドカップではキム・ヨンギョンの対角に入り三大大会デビューを果たした。
2021年、大田KGC人参公社（現・大田正官庄レッドスパークス）に移籍した。
2024年、IBK企業銀行アルトスにFA移籍。

## 人物・エピソード
- 目標とする選手は、同国代表のキム・ヨンギョン。「高身長なのに守備が上手い。すべてを吸収したい」と語っている[5]。

## 球歴
- 大韓民国代表：2014年-
- 三大大会
  - ワールドカップ - 2015年

## 所属チーム
- 全州グニョン女子高校（韓国語版）
- GSカルテックス・ソウルKIXX（2012-2021年）
- 大田正官庄レッドスパークス（2021-2024年）
- IBK企業銀行アルトス（2024年-）

## 受賞歴
- 2012/13シーズン Vリーグ新人選手賞
- 2015年 - 第1回アジアU-23女子バレーボール選手権 ベストアウトサイドスパイカー[8]
- 2015/16オールスター戦 サーブクイーン（87km/h）[2]

## 個人成績
韓国Vリーグレギュラーラウンドにおける個人成績は下記の通り。
| シーズン | 所属           | 出場 | 出場   | アタック | アタック | アタック | アタック | ブロック | ブロック | サーブ | サーブ | サーブ | サーブ | レセプション | レセプション | 総得点 | 備考 |
| -------- | -------------- | ---- | ------ | -------- | -------- | -------- | -------- | -------- | -------- | ------ | ------ | ------ | ------ | ------------ | ------------ | ------ | ---- |
| シーズン | 所属           | 試合 | セット | 打数     | 得点     | 決定率   | 効果率   | 決定     | /set     | 打数   | エース | /set   | 効果率 | 受数         | 成功率       | 総得点 | 備考 |
| 2012/13  | GSカルテックス | 25   | 80     | 487      | 204      | 41.89%   | %        | 28       | 0.35     | 284    | 22     | 0.28   | %      |              | %            | 254    |      |
| 2013/14  | GSカルテックス | 30   | 105    | 538      | 200      | 37.17%   | %        | 36       | 0.34     | 300    | 11     | 0.1    | %      |              | %            | 247    |      |
| 2014/15  | GSカルテックス | 30   | 117    | 683      | 253      | 36.99%   | %        | 19       | 0.16     | 362    | 30     | 0.26   | %      |              | %            | 302    |      |
| 2015/16  | GSカルテックス | 29   | 102    | 844      | 301      | 35.66%   | %        | 14       | 0.14     | 323    | 13     | 0.13   | %      |              | %            | 328    |      |